# Stones Story
Stones Story is een compilatiealbum van The Rolling Stones, uitgegeven in 1976. Het album bestaat uit twee elpees en bevat vooral voorgaande hits. Het dubbelalbum bevat een boekje met een biografie van de band, geschreven in het Nederlands. Het album werd destijds uitsluitend in Nederland uitgebracht als Nederlandse versie van Rolled Gold: The Very Best of the Rolling Stones.
In 1981 werden twee vervolgalbums uitgebracht, Stones Story 2 en Stones Story 3. Deze waren beduidend minder succesvol; ze stonden pas in 1986 kort in de toenmalige LP Top 75 van de Nationale Hitparade. Deze twee verzamelaars werden wél in het buitenland uitgebracht.
Opmerkelijk is dat geen van deze drie albums later op cd is uitgebracht. Ze zijn ook niet verkrijgbaar op muziekdiensten als iTunes en Spotify.

## Nummers
Alle nummers zijn geschreven door Mick Jagger en Keith Richards tenzij anders is aangegeven.

### Kant 1
1. Come On (Chuck Berry)
2. I Wanna Be Your Man (Lennon-McCartney)
3. Not Fade Away (Hardin/Petty)
4. Carol (Chuck Berry)
5. It's All Over Now (Womack)
6. Little Red Rooster (Willie Dixon)
7. Time Is On My Side (Norman Meade)
8. The Last Time
9. (I Can't Get No) Satisfaction

### Kant 2
1. Get Off of My Cloud
2. 19th Nervous Breakdown
3. As Tears Go By (Mick Jagger/Keith Richards/Andrew Oldham)
4. Under My Thumb
5. Lady Jane
6. Out Of Time
7. Paint It Black

### Kant 3
1. Have You Seen Your Mother, Baby, Standing In The Shadow?
2. Let's Spend The Night Together
3. Ruby Tuesday
4. Yesterday's Papers
5. We Love You
6. She's a Rainbow
7. Jumpin' Jack Flash

### Kant 4
1. Honky Tonk Women
2. Sympathy for the Devil
3. Street Fighting Man
4. Midnight Rambler
5. Gimme Shelter

## Hitnotering
| "Stones Story" in de Nederlandse Album Top 100 - binnen: 15-05-1976 | "Stones Story" in de Nederlandse Album Top 100 - binnen: 15-05-1976 | "Stones Story" in de Nederlandse Album Top 100 - binnen: 15-05-1976 | "Stones Story" in de Nederlandse Album Top 100 - binnen: 15-05-1976 | "Stones Story" in de Nederlandse Album Top 100 - binnen: 15-05-1976 | "Stones Story" in de Nederlandse Album Top 100 - binnen: 15-05-1976 | "Stones Story" in de Nederlandse Album Top 100 - binnen: 15-05-1976 | "Stones Story" in de Nederlandse Album Top 100 - binnen: 15-05-1976 | "Stones Story" in de Nederlandse Album Top 100 - binnen: 15-05-1976 | "Stones Story" in de Nederlandse Album Top 100 - binnen: 15-05-1976 | "Stones Story" in de Nederlandse Album Top 100 - binnen: 15-05-1976 | "Stones Story" in de Nederlandse Album Top 100 - binnen: 15-05-1976 | "Stones Story" in de Nederlandse Album Top 100 - binnen: 15-05-1976 | "Stones Story" in de Nederlandse Album Top 100 - binnen: 15-05-1976 | "Stones Story" in de Nederlandse Album Top 100 - binnen: 15-05-1976 | "Stones Story" in de Nederlandse Album Top 100 - binnen: 15-05-1976 | "Stones Story" in de Nederlandse Album Top 100 - binnen: 15-05-1976 | "Stones Story" in de Nederlandse Album Top 100 - binnen: 15-05-1976 | "Stones Story" in de Nederlandse Album Top 100 - binnen: 15-05-1976 | "Stones Story" in de Nederlandse Album Top 100 - binnen: 15-05-1976 | "Stones Story" in de Nederlandse Album Top 100 - binnen: 15-05-1976 | "Stones Story" in de Nederlandse Album Top 100 - binnen: 15-05-1976 | "Stones Story" in de Nederlandse Album Top 100 - binnen: 15-05-1976 | "Stones Story" in de Nederlandse Album Top 100 - binnen: 15-05-1976 |
| Week                                                                | 01                                                                  | 02                                                                  | 03                                                                  | 04                                                                  | 05                                                                  | 06                                                                  | 07                                                                  | 08                                                                  | 09                                                                  | 10                                                                  | 11                                                                  | 12                                                                  | 13                                                                  | 14                                                                  | 15                                                                  | 16                                                                  | 17                                                                  | 18                                                                  | 19                                                                  | 20                                                                  | 21                                                                  | 22                                                                  |                                                                     |
| ------------------------------------------------------------------- | ------------------------------------------------------------------- | ------------------------------------------------------------------- | ------------------------------------------------------------------- | ------------------------------------------------------------------- | ------------------------------------------------------------------- | ------------------------------------------------------------------- | ------------------------------------------------------------------- | ------------------------------------------------------------------- | ------------------------------------------------------------------- | ------------------------------------------------------------------- | ------------------------------------------------------------------- | ------------------------------------------------------------------- | ------------------------------------------------------------------- | ------------------------------------------------------------------- | ------------------------------------------------------------------- | ------------------------------------------------------------------- | ------------------------------------------------------------------- | ------------------------------------------------------------------- | ------------------------------------------------------------------- | ------------------------------------------------------------------- | ------------------------------------------------------------------- | ------------------------------------------------------------------- | ------------------------------------------------------------------- |
| Nummer                                                              | 34                                                                  | 14                                                                  | 2                                                                   | 2                                                                   | 1                                                                   | 1                                                                   | 1                                                                   | 1                                                                   | 1                                                                   | 2                                                                   | 2                                                                   | 5                                                                   | 6                                                                   | 10                                                                  | 12                                                                  | 15                                                                  | 19                                                                  | 28                                                                  | 33                                                                  | 36                                                                  | 47                                                                  | 50                                                                  | uit                                                                 |